# 布鲁诺·巴鲁埃托·德萨
布鲁诺·巴鲁埃托·德萨（西班牙語：Bruno Barrueto Deza，2000年6月7日—），秘魯男子羽毛球運動員。

## 簡歷
2017年8月，布鲁诺·巴鲁埃托·德萨出戰加勒比地區羽毛球聯合會公開賽，與伊内斯·卡斯蒂略合作奪得混合雙打比賽亞軍。

## 主要比賽成績
只列出曾進入準決賽的國際賽事成績：
| 年份   | 賽事                         | 公開賽級別 | 項目     | 拍檔                   | 成績   |
| ------ | ---------------------------- | ---------- | -------- | ---------------------- | ------ |
| 2016年 | 秘魯羽毛球國際系列賽         | 國際系列賽 | 混合雙打 | 寶拉·拉托雷·瑞格       | 準決賽 |
| 2016年 | 泛美洲羽毛球錦標賽           | 其他       | 混合團體 | －                     | 季軍   |
| 2017年 | 泛美洲羽毛球錦標賽（團體賽） | 其他       | 混合團體 | －                     | 第四名 |
| 2017年 | 秘魯羽毛球國際系列賽         | 國際系列賽 | 混合雙打 | 伊内斯·卡斯蒂略        | 準決賽 |
| 2017年 | 加勒比地區羽毛球聯合會公開賽 | 國際系列賽 | 混合雙打 | 伊内斯·卡斯蒂略        | 亞軍   |
| 2018年 | 秘魯羽毛球未來系列賽         | 未來系列賽 | 男子雙打 | 迭戈·苏巴斯蒂·托库穆拉 | 亞軍   |
| 2018年 | 秘魯羽毛球未來系列賽         | 未來系列賽 | 混合雙打 | 費爾南達·薩波娜拉·麗瓦 | 準決賽 |
| 2018年 | 美國羽毛球國際系列賽         | 國際系列賽 | 男子雙打 | 马里奥·库巴            | 準決賽 |
| 2019年 | 秘魯羽毛球國際賽             | 國際系列賽 | 男子雙打 | 迭戈·苏巴斯蒂·托库穆拉 | 準決賽 |

| 2007-2017年 | 首要超級賽 | 超級賽 | 黃金大獎賽 | 大獎賽 | 國際挑戰賽 | 國際系列賽 | 未來系列賽 | 其他 |

| 2018-2026年 | 總決賽 | 超級1000賽 | 超級750賽 | 超級500賽 | 超級300賽 | 超級100賽 | 國際挑戰賽 | 國際系列賽 | 未來系列賽 | 其他 |